# Simboluri anarhiste
Există o varietate de simboluri legate de anarhism, acrație, și anarhie, printre care întâlnim A înăuntrul unui cerc, steagul negru și, prin extensie, utilizarea politică a culorii negre; deși aceste simboluri nu sunt oficiale, au fost impuse datorită obiceiului și popularității.  Mai jos sunt descrise unele dintre aceste simboluri, însoțite de comentarii și istoric.

## "A" înăuntrul unui cerc

### Descriere

Simbolul tradițional, cerc cu "O"

"Nivelul într-un cerc" mason ca prima utilizare de către Consiliul Federal al Spaniei de la Asociația Internațională a muncii. Notă includerea de plumb, unul dintre instrumentele de lucru ale masoneriei, și un simbol de corectitudine de conduită.

Simbolul anarhist pe care cei mai mulți oameni îl știu este cel care este afișată în stânga, format din litera "A" înconjurată de un cerc: Ⓐ. Cuvintele "anarhie", "acrație" (a=fără + crație=putere) sau "anarhism" (an=fără + arhia=putere) încep cu litera "A" în cele mai multe limbi, ceea ce face din ea un simbol ușor de recunoscut la nivel internațional. Cercul simbolizează unitatea; simbol al echilibrului natural, care nu are nevoie de comandă centrală, ci decurge de la sine. De asemenea, pe lângă că evidențiază litera "A", cercul simbolizează determinarea. Unele grupuri anarhiste beneficiază de sentimentul de solidaritate cu alte grupuri, chiar dacă acestea pot fi separate geografic și au puncte de vedere diferite despre anarhie. Simbolul Ⓐ poate fi văzut ca o încarnare a butadei, până la urmă, a lui Pierre-Joseph Proudhon: "Anarhie înseamnă ordine". Potrivit lecturii acestui simbol, cercul reprezintă "O" din "ordine". În timp ce originile simbolului nu sunt în întregime clare, se pare că a existat chiar înainte de Războiul Civil Spaniol, fiind adoptat ca un simbol al Aliance Ouvrière Anarchiste (AOA) (Alianța Muncitorească Anarhistă), fondată în 1956 , în Bruxelles, după care a fost din nou reinventat în mod independent în 1964 de către grupul francez Jeunesse Libertaire. scopul a fost de a crea un simbol care ar consolida întreaga mișcare anarhistă, fără distincție de tendințe.
Inspirația poate au găsit-o în simbolul pacifist (cercul cu runa Algiz). Propunerea francezilor, aparent, nu a avut un mare ecou, până când doi ani mai târziu, în 1966, un tânăr anarhist din Milano, care făcea parte din cercul de Sacco y Vanzetti a început să-l folosească. În 1968 a fost scos la Milano pe străzi iar evenimentele din mai 1968 din Franța l-au consacrat. Acest caracter poate fi scris în Unicode cu U+24B6 (Ⓐ)

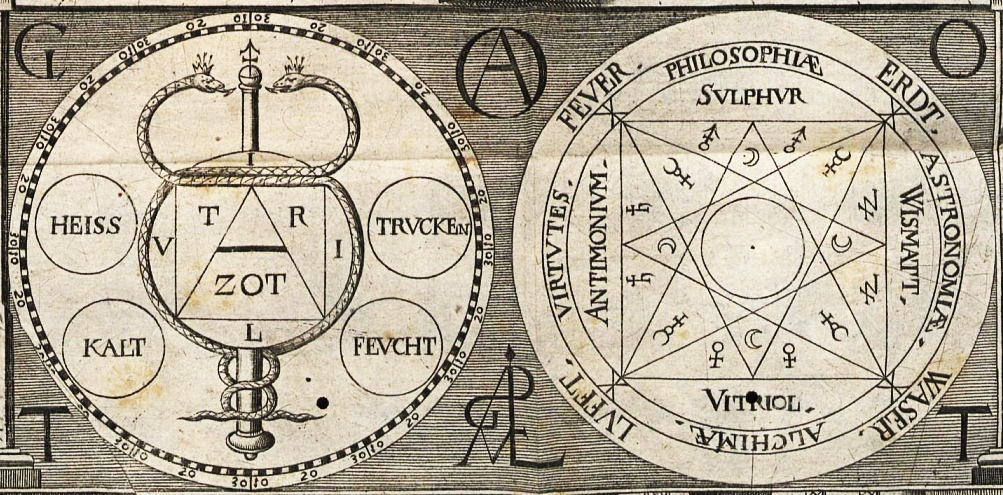
Gravura alchimistă Spiegel der Kunst und Natur, 1615. AGLA. Notă detaliu de O scrisoare închisă într-un cerc (Ⓐ).

## Steagul negru

Steagul negru.

Steagul negru este un simbol clasic al anarhismului. Este reprezentat aici, înăuntrul unui cerc, o versiune populară creată de Per Bylund.

Culoarea sa neagră a fost asociată cu anarhia începând cu sfârșitul secolului al XIX-lea. Multe grupuri anarhiste conțin cuvântul "negru" în numele lor. Uniformitatea întunericului în drapel simbolizează pământul fertil (negru) reprezentând viața și puritatea idealului acratic, anarhist (culoarea neagră nu se murdărește). Ea reprezintă, de asemenea, internaționalismul, care neagă orice fel de limite.          Un simplu steag negru este aproape ca un antisteag (steagurile colorate reprezintă, în general, simboluri național-statale). În plus, un steag alb este simbolul predării în fața unei forțe superioare, astfel încât un steag negru poate fi văzut cu sensul opus, de revoltă, de rezistență sau revoltă. De asemenea, în conceptul de antisteag poate simboliza negarea oricărei ideologii, filozofii, religii, tradiții (care au, în general, simboluri) în numele cărora este înrobită ființa umană. Steagul negru poate fi asociat cu Jolly Roger. 
Unii dintre primii anarhiști s-au identificat cu steagul roșu ca provenind din tradiția socialismului sau ca un simbol al revoluției, reprezentată din punct de vedere istoric prin culoarea roșie. Când în familia socialistă, a avut loc despărțirea finală între marxiști și anarhiști, aceștia din urmă au adoptat steagul negru ca pe un simbol care să-i diferențieze de "socialismul de stat", reprezentat de primul. Lăsând la o parte originea exactă a anarhismului, este o realitate faptul că culoarea neagră a steagului a ajuns să se asocieze cu anarhismul din deceniul 8 al secolului XIX, ca un semn prevestitor al Comunei din Paris. Ziarul francez Le Drapeau Noir  (Steagul Negru), care a existat până în anul 1882, a fost una dintre primele publicații care a făcut referire la utilizarea culorii negre, ca un simbol al gândirii anarhiste. "Black International" a fost numele unui grup anarhist din Londra , fondat în iulie 1881. În Revoluția Rusă, forțele anarhiste ale lui Nestor Makhno au fost cunoscute în popor ca Ciornaia Armia (Armata Neagră). I-au măturat, sub simbolul steagului negru, pe albii din Ucraina, până când bolșevicii, conduși de Lenin, a început vânătoarea de vrăjitoare împotriva anarhiștilor și a tuturor organizațiilor și mișcărilor revoluționare nebolșevice. Mai recent, studenți parizieni au purtat steaguri negre (și roșii) în timpul masivei greve generală din mai 1968. În același an, s-au văzut aceste steaguri la Convenția Națională din SUA a Studenților pentru o societate democratică. În același timp, a apărut ziarul britanic The Black Flag ziar care încă există și azi. Astăzi, steagul negru continuă să fie un simbol al celor care sunt adepții anarhiei. 

## Anarhosindicalism și anarhocomunism

Steagul roșu și negru unește culorile tradiționale ale anarhismului și socialismului în aceeași pânză.

### Pisica neagră

Pisica neagră anarhistă

Pisica neagră, numită și "pisica sălbatică" sau "ochi de pisică" ("wild cat", în limba engleză) este afișată în mod normal cu spatele arcuit și  arătându-și unghiile și dinții. Ea este legată mai ales de anarho-sindicalism. Acesta a fost proiectat de către Ralph Chaplin, o figură bine-cunoscută în cadrul sindicatului american al Muncitorilor Industriali Mondiali. 

### Steagul negru-auriu

Steagul negru-auriu, unește negrul politic anarhist, cu auriul reprezentând moneda forte. Este reprezentantiv pentru anarhismul capitalist.

Ama-gi - simboluri cuneiforme sumeriene, care înseamnă "Libertate"
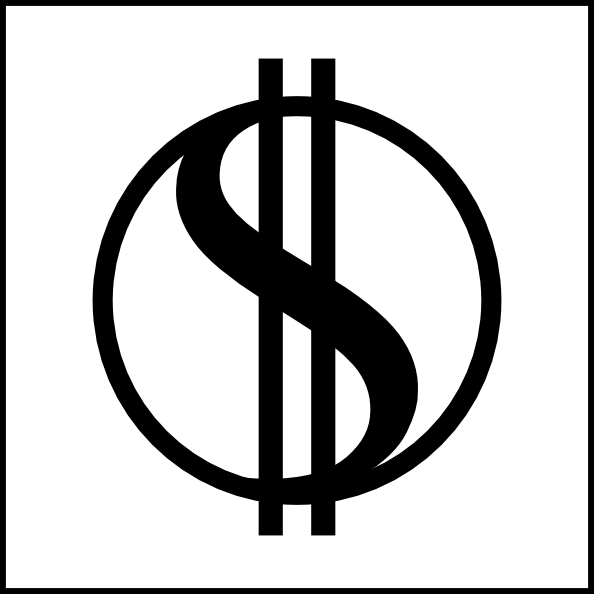
Libertatis Æquilibritas, simbol anarhocapitalist
V de la Voluntar, alt simbol anarhocapitalist.
Crucea neagră anarhistă - Crucea neagră reprezintă unirea, așa cum "multe degete slabe pot forma împreună un pumn greu".
Ilustrație a simbolului trandafirului negru.Trandafirul negru este un  simbol anarhist foarte rar folosit. Black Rose este numele unei serii de conferințe anarhiste conduse de proeminenți anarhiști, precum Murray Bookchin și Noam Chomsky în 1990.